# Casa de Contratación

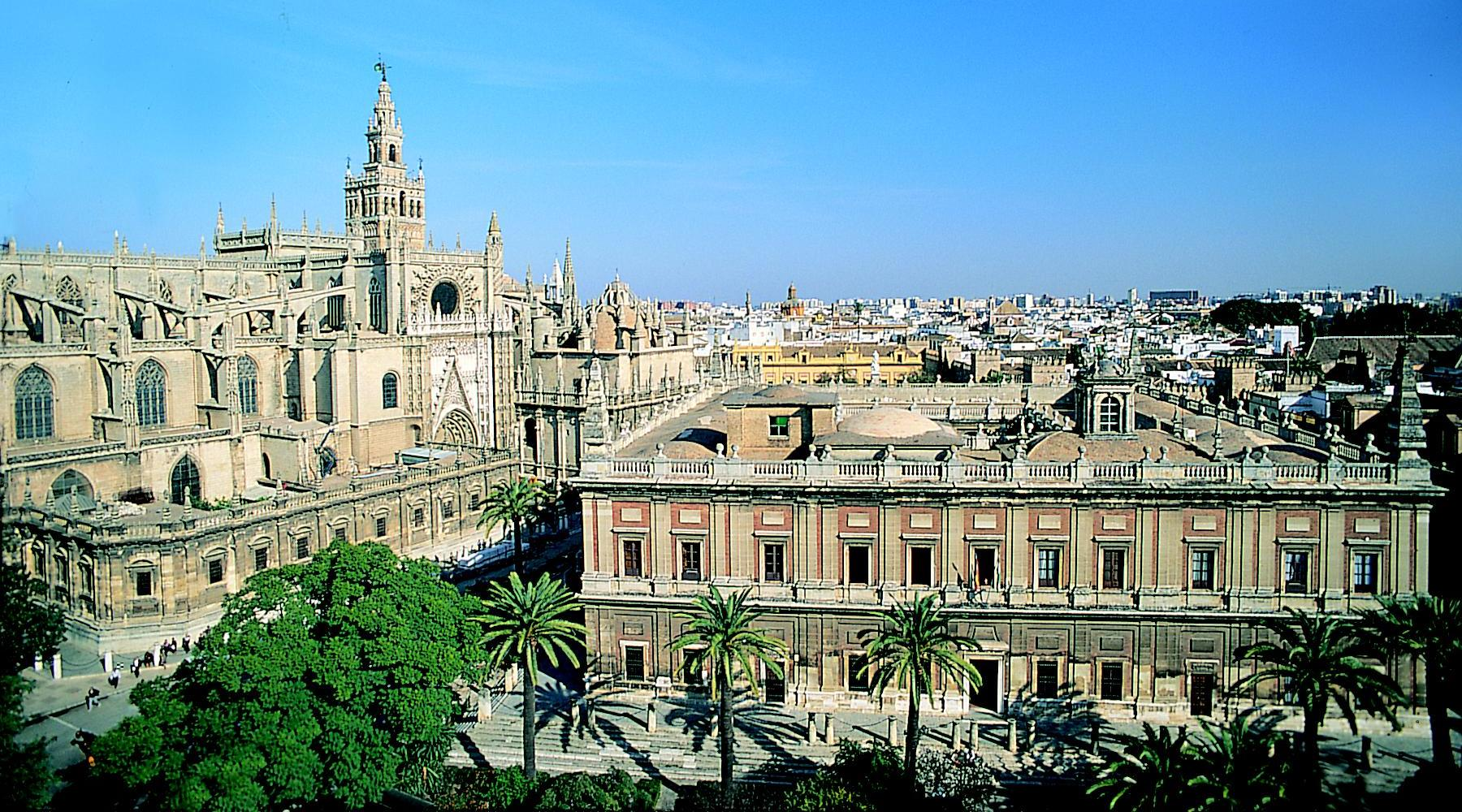
De kathedraal van Sevilla en het Archivo General de Indias

De Casa de Contratación was een organisatie van de Spaanse overheid die in 1503 per regaal decreet werd opgericht om de handel en navigatie met de Nieuwe Wereld te regelen en te bevorderen. De officiële benaming was Casa y audiencia de Indias. De officiële vestigingsplaats was aanvankelijk Sevilla, maar in 1717 verhuisde het naar Cádiz.
Het Casa verzamelde alle koloniale taksen en belasting, keurde alle ontdekkingsreizen en handelsreizen, bewaarde geheime informatie over handelsroutes en nieuwe ontdekkingen, gaf vergunningen aan kapiteins en administreerde het handelsrecht. In theorie kon geen enkele Spanjaard ergens naartoe zeilen zonder de toestemming van het Casa.
Een 20%-belasting (het Quinto Real) was opgelegd door het Casa op alle goederen die Spanje binnenkwamen, maar andere taksen konden oplopen tot 40% om bescherming van schepen te leveren of zo laag als 10% om investeringen en economische groei te stimuleren.
Het archief van de Casa de Contratación wordt bewaard in het Archivo General de Indias in Sevilla.